# Christian Ludwig Kotzebue

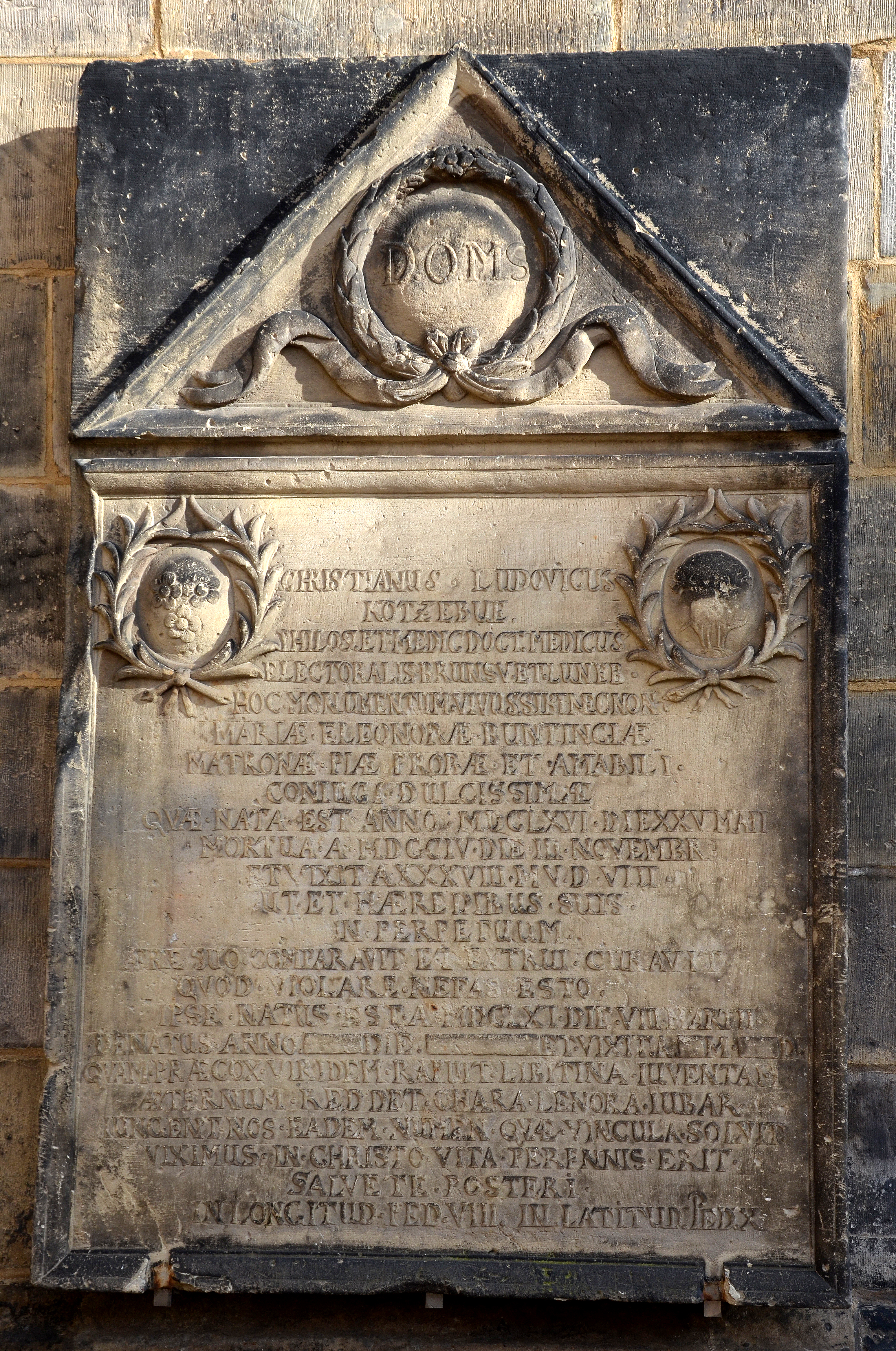
Grabstein und heutiges Epitaph von Kotzebue und seiner Frau Maria Eleonore Bünting mit lateinischer Inschrift an der nördlichen Kirchturm-Außenwand der Neustädter Hof- und Stadtkirche St. Johannis in Hannover, Stadtteil Calenberger Neustadt

Christian Ludwig Kotzebue (* 8. März 1661 in Celle; † 12. September 1706 in Hannover) war ein deutscher Arzt, Leibarzt, Historiker und Genealoge.

## Leben
Christian Ludwig Kotzebue wurde als Abkömmling des späteren Adelsgeschlechts von Kotzebue wenige Jahre nach dem Dreißigjährigen Krieg als Sohn des in der ehemaligen Residenzstadt Celle tätigen Leibarztes Jacob Franz Kotzebue (1621–1685) und seiner Frau Margarethe Barbara geb. Lüdecke geboren. Im Alter von 15 Jahren wurde er 1676 nach Lüneburg zum Besuch des dortigen Johanneums geschickt. Anschließend studierte er ab 1678 Medizin an der Academia Julia Carolina in Helmstedt.
1681 ging Kotzebue nach Leyden, 1684 nach Hannover, von wo er seinem Landesherrn Herzog Ernst August nach Venedig folgte.
Nachdem Kotzebue im Folgejahr 1685 – ebenfalls in Italien – in Padua seine Promotion als Dr. med. erhalten hatte, wurde er in Hannover zum Hof- und Leibarzt des späteren Hannoverschen Kurfürsten Ernst August ernannt.
Kotzebue war verheiratet mit Maria Eleonore Büntig (* 25. Mai 1666; † 2. November 1704). Sein Urenkel war der Schriftsteller August von Kotzebue.
Ein Brief von Kotzebue um 1701 an Johann Georg Eckhart, den Sekretär des ebenfalls in Hannover wirkenden Gottfried Wilhelm Leibniz, findet sich heute als Teil des Leibniz’schen Weltdokumentenerbes.
Ebenso wie seine kurz zuvor gestorbene Ehefrau und ebenso wie andere Hofbeamte seiner Zeit wurde Kotzebue in der Neustädter Hof- und Stadtkirche St. Johannis bestattet. Sein Grabstein findet sich heute als Epitaph an der nördlichen Außenmauer des Kirchturms.
Rund 30 Jahre nach Christian Ludwigs Kotzebues Tod, im Jahr 1736, gelangte seine Bibliothek zumindest in Teilen in den Besitz der Vorläuferinstitution der heutigen Gottfried Wilhelm Leibniz Bibliothek – Niedersächsische Landesbibliothek.
Die erst 1740 herausgegebene Chronica Hannovera eines anonymen Verfassers war zunächst lange Kotzebue zugeschrieben wurde, bevor nach jüngeren Forschungen um die Jahrtausendwende der Historiker und hannoversche Pfarrer Georg Hilmar Ising als Autor identifiziert werden konnte.
Ebenfalls posthum gelangte Kotzebues Schrift Hannoverische Geschichtsbeschreibung erstmal 1759 oder 1760 zum Druck, die für Historiker eine wichtige Quelle zum Verständnis auch der Geschichte der Stadt Hannover darstellt.

## Nachlass
- Zum Nachlass Kotzebues zählen zehn Bände mit Manuskripten in der Herzog August Bibliothek in Wolfenbüttel.[8]

## Weitere Archivalien
An Archivalien finden sich beispielsweise
- im Stadtarchiv Hannover, Register-Nummer B 8276 eine Beschreibung zu dem Schulrektor und Superintendenten Wichmann Schulrabe in Kotzebue, Sammelband 1: Wahrhafftiger bericht und grundtliche verzeichniss des jenigenn, was sich zwischen den predigern tzu Hannover und M. Wichmanne Schulravenn, schulmeister daselbst, von dem 15. Decemb(ris) des 1575. jhars bis auff den 18. tag Martii des folgendenn 1576. jars warhafftig zugetragen und begeben hat. Untertitel bzw. Motto: Stabit in aeternum invicta veritas. Schrift um 1600, pag. 1–259 (zeitgenössisch), fol. 169–299.

## Schriften (Auswahl)
- Kotzebue zugeschrieben:
  - Der hannoverischen Geschichtsbeschreibung viertes Buch. In: Vaterländisches Archiv für Hannoverisch-Braunschweigische Geschichte. Als Fortsetzung der Spiel- und Spangenbergschen Zeitschrift herausgegeben von einem Vereine vaterländischer Geschichtsfreunde durch Burchard Christian von Spilker und Adolph Karl Brönnenberg. Herold und Wahlstab, Lüneburg 1834 (als Jahrgangsband 1835 gedruckt), S. 171–273; Digitalisat des Münchener Digitalisierungszentrums[3]
  - Chronicon Coenobii Montis-Francorum Goslariae. [Elektronische Ressource]: Eiusdem Origines, progressum, fata, incrementa & decrementa, nec non seriem Praepositorum enumerans, Pontificum insuper Maximorum, Praesulum, Ducum, Comitum, Dynastarum, & Nobilium vicinorum Privilegia, Diplomata, Tabulas, & literas recensens, quibus varia, quae tum temporis in adsitis terris memoratu digna contigere, praeprimis vero vitae Praesulum Hildesiensium, secundum seriem brevibus verbis explicatae, iunguntur. Ex optimae notae autoribus & documentis authenticis congestum. Hrsg.: Christian Franz Paullini, Coenobium Montis-Francorum, Goslar, 1698; Digitalisat der Universitäts- und Landesbibliothek Sachsen-Anhalt[9]